# Angel (Michelangelo)
Angel, ki drži svečnik je kip iz marmorja, ki ga je ustvaril Michelangelo med letoma 1494 in 1495 in je del dekoracije Arca di San Domenico. Njegova višina je 51,5 cm. Stoji v baziliki San Domenico, Bologna.

## Zgodovina
Jeseni 1494 je Michelangelo prvič zapustil Firence, prestrašen zaradi konvulzivnega političnega ozračja, ki se je ustvarjalo v mestu in ki je kmalu vodilo do izgona Piera de' Medicija in vzpostavitve republikanske vlade, ki jo je navdihnil Savonarola.
Mladi, tedaj še ne dvajsetletni kipar je za kratek čas pobegnil najprej v Benetke, nato pa v Bologno, kjer je našel zatočišče in zaščito pri plemenitem Giovanu Francescu Aldrovandiju, ugledni osebnosti mestnih krogov, ljubitelju umetnosti in literature.
Zahvaljujoč posredovanju slednjega je Michelangelo našel službo pri bratih San Domenica, ki so mu dali nalogo, da dokonča enega najprestižnejših spomenikov v mestu, Arca di San Domenico, ki vsebuje ostanke ustanovitelja dominikanski reda sv. Dominika. Gre za kiparski kompleks, ki zbira mojstrovine Nicola Pisana (iz okoli leta 1260) in [[[Niccolò dell'Arca|Niccolòja dell'Arca]], ki je na njem delal vse do svoje smrti nekaj mesecev prej. Vendar je bil glavnina spomenika končana in je bilo treba pripraviti le še nekaj spremljajočih kipov, ki so bili po srednjeveškem izročilu za prag 16. stoletja razmeroma majhni-srednje veliki.
Od manjkajočih kipcev je Michelangelo izklesal tri: poleg angela s svečo, ki se ujema s kipcem, ki ga je že izklesal Niccolò dell'Arca, še sv. Procla in sv. Petronija.

## Opis in slog
Subjekt je moral predstavljati krilatega angela, klečečega in s kandelabrom, dvignjenim na kolenu, v katerega naj bi postavili votivne sveče ob straneh pravega sarkofaga. Michelangelo je izklesal čvrsto in kompaktno postavo, polno potencialne energije, ki se z videzom prijazne in melanholične deklice odločilno distancira od uravnoteženih in izčiščenih oblik, značilnih za zgodnjo renesanso, ki jih je Niccolò dell'Arca uporabil za drugi svečnik. Michelangelov angel, masiven in možat, se zdi, kot da se hoče nagniti naprej in ustvarja veliko in dinamično draperijo v oblačilu, vse prej kot eterično in ritmično zibajočo; svojo moč že od 16. stoletja ohranja v idealni kubični prostorski obliki.